# Abraham Van Vechten

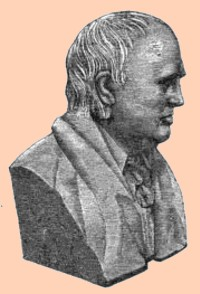
Abraham Van Vechten

Abraham Van Vechten (* 5. Dezember 1762 in Catskill, Provinz New York; † 6. Januar 1837 in Albany, New York) war ein britisch-amerikanischer Jurist und Politiker.

## Werdegang
Abraham Van Vechten, Sohn der niederländischen Einwanderer Judikje Ten Broeck und Teunis Van Vechten (1707–1785) wurde während der Regierungszeit von König Georg III. in Catskill geboren. Damals lag es noch im Albany County, liegt aber heute im Greene County. Über seine Jugendjahre ist nichts bekannt. Er besuchte das Columbia College, studierte Jura bei John Lansing junior und begann in Johnstown (New York) zu praktizieren, zog aber bald nach Albany (New York). 1784 heiratete er Catharina Schuyler (1766–1820). Er wurde 1792 zum einen der ersten Direktoren der Bank of Albany gewählt.
Von 1796 bis 1797 war er Assistant Attorney General im Fifth District, welcher aus dem Albany County, dem Saratoga County, dem Schoharie County und dem Montgomery County bestand. Bei der Präsidentschaftswahl im Jahr 1796 fungierte er als Wahlmann für John Adams und Thomas Pinckney, beide von der Föderalistischen Partei.
Van Vechten war von 1797 bis 1808 Recorder der City von Albany. Er saß von 1798 bis 1805 und von 1816 bis 1819 im Senat von New York und 1806 sowie von 1808 bis 1813 in der New York State Assembly. Von 1810 bis 1811 und von 1813 bis 1815 war er Attorney General von New York. Er nahm 1821 als Delegierter an der Verfassunggebenden Versammlung von New York teil. Von 1797 bis 1823 war er Regent an der University of the State of New York. Bei der Präsidentschaftswahl im Jahr 1828 fungierte er als Wahlmann für John Quincy Adams und Richard Rush, beide von der National Republican Party.
Er verstarb 1837 in Albany und wurde dann dort auf dem Albany Rural Cemetery beigesetzt.